# Arinagoto
Arinagoto (Aringoto, Arianacoto) je pleme karipskih Indijanaca s gornjih pritoka rijeke Caroni u Venezueli. Rivet ih locira na 4° sjeverne širine i 63° zapadne dužine na gornjem toku Caronija.
Njihov dijalekt ili jezik je izumro.